# Amerila cinyra
Amerila cinyra är en fjärilsart som beskrevs av Müller 1982. Amerila cinyra ingår i släktet Amerila och familjen björnspinnare. Inga underarter finns listade i Catalogue of Life.